# Джандосов, Оразали Кикимович
Оразали Какимович Джандосов (каз. Оразәлі Кәкімұлы Жандосов; 1904—1938) — советский геолог.

## Биография
Оразали Какимович Джандосов родился в марте 1904 года в ауле Шамалган (ныне село в Карасайском районе Алматинской области Республики Казахстан). В 1933 году успешно окончил Московский геологоразведочный институт.
В 1922—1923 гг. Джандосов был заведующим Алматинским уездным земельным отделом, членом Алматинского уездного исполнительного комитета, заведующим Организационным отделом Жетысуского областного комитета Коммунистического союза молодежи. 
В 1923 году Оразали Джандосов стал членом президиума Алматинского уездного комитета «Союза Кошчи». 
С ноября 1925 по март 1926 года занимал должность заместителя Уполномоченного Всеказахской сельскохозяйственной кооперации по Ферганской области.
С апреля 1926 по май 1928 года О. К. Джандосов был начальником уездной земельной партии в селе Талдыкорган Талдыкорганского уезда КазАССР. 
В мае 1928 — июне 1929 года Оразали Джандосов занимал посты председателя Актобинского губернского планового управления и заместителя председателя Актобинского губернского исполнительного комитета. 
С февраля 1933 по апрель 1934 года Джандосов О. К. работал заместителем управляющего Казгеологотреста и управляющим треста «Казредметразведка» в городе Семипалатинске. 
С апреля 1934 по апрель 1936 года Оразали Джандосов был начальником Брич-Муллинской геологоразведочной партии в Бостандыкском районе Южно-Казахстанской области и руководителем Каскеленской геологоразведочной партии в Каскеленском районе Алматинской области. 
В апреле 1936 — мае 1937 он являлся первым директором вновь созданного Текелийского рудоуправления. 
Внёс большой вклад в развитие геологии Казахстана, изучение и разведку полиметаллических месторождений цветных металлов, создание рудной базы Шымкентского свинцового завода. Один из авторов «Письма шестерых», направленного лично Иосифу Виссарионовичу Сталину представителями казахской интеллигенции от 24 февраля 1933 года. 
Оразали Кикимович Джандосов был арестован чекистами в мае 1937 года и 28 февраля 1938 года расстрелян.